# Sonata per pianoforte e violino n. 9
La Sonata per pianoforte e violino in la maggiore n. 9, op. 47, di Ludwig van Beethoven, comunemente nota come Sonata a Kreutzer, fu composta tra il 1802 e il 1803 e pubblicata nel 1805 con dedica al musicista e compositore francese Rodolphe Kreutzer.
Con i suoi 40 minuti circa di durata, è la sonata più lunga e difficile fra le composizioni per violino di Beethoven.

## Composizione e struttura
Beethoven compose in fretta la Sonata n. 9 subito dopo l'oratorio Cristo sul Monte degli ulivi op. 85. Il titolo completo (in italiano) sul frontespizio della prima edizione a stampa pubblicata da Simrock è Sonata per il Pianoforte ed un Violino obligato, scritta in uno stile molto concertante, quasi come d'un concerto; rivela l'intento dell'autore di introdurre elementi di conflitto dinamico in uno dei generi più intrinsecamente da salotto, e ciò avviene mediante la scelta di dare peso uguale a entrambi gli strumenti. La novità introdotta da Beethoven con quest'opera che il periodico Allgemeine Zeitung definì “stravagante e arbitraria” è tale da far saltare i fragili argini della Sonata per piano e violino.
La tempestosa novità dello stile brillante e molto concertante della Sonata a Kreutzer schiude una nuova via a Beethoven.
L'opera si compone di tre movimenti:
1. Adagio sostenuto – Presto – Adagio – Tempo I
2. Andante con variazioni I-IV
3. Finale. Presto

La sola introduzione lenta nelle sonate per violino di Beethoven conduce alla propulsione dinamica del Presto. Il terzo movimento, a ritmo di tarantella, era stato in origine scritto come finale della Sonata per pianoforte e violino op. 30 n. 1.

## La Sonata a Kreutzer
In origine l'op. 47 non era dedicata al violinista francese Rodolphe Kreutzer, re delle serate musicali di Vienna organizzate dall'ambasciatore francese Bernadotte; dedicatario avrebbe dovuto essere il virtuoso di violino George Augustus Polgreen Bridgetower (1779-1860). Nato in Galizia, il padre era probabilmente originario dell'isola di Barbados e la madre tedesca o polacca. In Germania prese lezioni di musica da Haydn, presto divenne celebre concertista in tutta Europa e in Inghilterra fu protetto dall'allora Principe di Galles, il futuro re Giorgio IV. Beethoven, divenuto amico di Bridgetower ed eseguendo con lui per la prima volta in assoluto la sonata, aveva pensato di dedicargliela, vergando in italiano una giocosa dedica sul manoscritto originale: "Sonata mulattica composta per il mulatto Brischdauer [Bridgetower], gran pazzo e compositore mulattico". Ma nella pubblicazione del 1805 indirizzò poi l'omaggio all'altro celebre virtuoso (di cui non era un personale conoscente), dopo la rottura con Bridgetower “a causa di uno screzio tra loro per una ragazza”, forse la italo-austriaca Julie Guicciardi che avrebbe poi sposato il conte Wenzel Robert von Gallenberg: Beethoven aveva condotto il violinista a casa della madre di Guicciardi, e avevano poi eseguito insieme la sonata il 24 maggio 1803 all'Augartensaal.
Rodolphe Kreutzer non eseguì invece mai l'opera, che considerava scandalosamente incomprensibile, definizione sulla quale nel 1830, secondo Berlioz, erano d'accordo 99 musicisti parigini su 100.